# Undertow, legado de violencia
Undertow es un filme estadounidense de 2004, dirigido por David Gordon Green. Protagonizado por Jamie Bell, Devon Alan, Dermot Mulroney y Josh Lucas en los papeles principales.
Galardonado con el premio National Board of Review - Reconocimiento especial 2004. 
Galardonado con el premio Young Artist Award 2005 al mejor actor categoría Cine - al actor juvenil principal (Jamie Bell) y al actor juvenil secundario (Devon Allan).

## Argumento
En el estado de Georgia un padre, John Munn (Dermot Mulroney) y sus dos hijos, Cris (Jamie Bell) y Tim (Devon Alan), viven en una cabaña aislada en los bosques, criando cerdos. Un día aparece Deel Munn (Josh Lucas), hermano de John, y ex presidiario. John acepta que viva con ellos, bajo la condición de que lo ayude a cuidar a los niños. En un comienzo todo marcha normalmente, pero pronto asoman las verdaderas intenciones de Deel.

## Reparto
- Jamie Bell - Chris Munn
- Dermot Mulroney - John Munn
- Devon Alan - Tim Munn
- Josh Lucas - Deel Munn
- Kristen Stewart - Lila
- Robert Longstreet - Bern
- Terry Loughlin -  Clayton, un policía
- Shiri Appleby - Violet